# Characidium xavante
Characidium xavante és una espècie de peix de la família dels crenúquids i de l'ordre dels caraciformes.

## Morfologia
- Els mascles poden assolir 2,8 cm de llargària total.
- Nombre de vèrtebres: 32-33.[4]

## Hàbitat
Viu en zones de clima tropical.

## Distribució geogràfica
Es troba a Sud-amèrica: riu Culuene a la conca del riu Xingu (Brasil).